# Coron, Maine-et-Loire
Coron är en kommun i departementet Maine-et-Loire i regionen Pays de la Loire i nordvästra Frankrike. Kommunen ligger i kantonen Vihiers som tillhör arrondissementet Saumur. År 2022 hade Coron 1 575 invånare.

## Befolkningsutveckling
Antalet invånare i kommunen Coron
| Referens: INSEE |